# William Hutt (homme politique)
Pour les articles homonymes, voir Hutt.
William Hutt (6 octobre 1801 - 24 novembre 1882) est un homme politique libéral britannique qui est fortement impliqué dans la colonisation de la Nouvelle-Zélande et de l'Australie du Sud.

## Jeunesse et éducation
Hutt est né à Bishop's Stortford, Hertfordshire. Il est le frère de George Hutt et John Hutt (en), le deuxième Gouverneur d'Australie-Occidentale. Il fait ses études en privé à Ryde, sur l'île de Wight et à Camberwell, et est diplômé de BA (1827) et MA (1831) du Trinity College de Cambridge.

## Carrière politique
Hutt est entré au Parlement en tant que député de Kingston upon Hull en 1832, occupant le siège jusqu'en 1837, lorsque William Wilberforce l'a battu. Il le récupère en 1838 lorsque Wilberforce est invalidé sur pétition. Il s'intéresse aux affaires coloniales et s'y implique de plus en plus. Il est membre du comité restreint des terres coloniales en 1836; en tant que commissaire pour la fondation de l'Australie du Sud; en tant que membre de l'Association néo-zélandaise depuis 1837; et en tant que membre du comité restreint de la Nouvelle-Zélande en 1840. Il aide également à former (1839) la Compagnie de Nouvelle-Zélande réincarnée, dont il devient plus tard administrateur et président.
Après avoir cessé d'être député de Hull en 1841 il est élu pour Gateshead, siège qu'il conserve pendant plus de 30 ans. Il est vice-président du Board of Trade et Paymaster-General sous Lord Palmerston entre 1860 et 1865 et sous Lord Russell en 1865 et est admis au Conseil privé en 1860. En 1865, il est devenu Chevalier Commandeur de l'Ordre du Bain.

## Vie privée
En 1831, il épouse Mary Millner, comtesse douairière de Strathmore, veuve de John Bowes (10e comte de Strathmore et Kinghorne). Il est le tuteur de son fils John Bowes. Elle est décédée en 1860, lui laissant des propriétés minières d'un revenu de 18 000 £ par an. L'année suivante, il épouse Frances Anna Jane "Fanny" Stanhope, une fille de Francis Charles Stanhope. Hutt est décédé à Appley Towers, Ryde, le 24 novembre 1882, à l'âge de 81 ans, laissant sa propriété foncière à son frère, George Hutt. Frances, Lady Hutt, est décédée en septembre 1886. 

## Hommages
La rivière Hutt dans l'île du Nord de la Nouvelle-Zélande et des villes de Lower Hutt et Upper Hutt, qui se dressent sur ses rives, sont nommées en son honneur. La rivière Hutt, en Australie-Méridionale et la lagune Hutt en Australie occidentale ont également été nommées en son honneur. Hutt Street, Adélaïde en Australie du Sud porte son nom. 
La rivière Bowes en Australie occidentale est nommée d'après son épouse Mary.